# Volo TWA 847
Il volo Trans World Airlnes 847 è stato un volo con partenza Il Cairo e destinazione San Diego, con scali intermedi ad Atene, Roma, Boston e Los Angeles. La mattina del 14 giugno 1985 venne dirottato poco dopo essere ripartito dall'aeroporto di Atene. I dirottatori chiedevano il rilascio di circa 700 musulmani sciiti prigionieri in Israele.
L'evento durò tre giorni. Diversi passeggeri furono minacciati, altri picchiati, quelli invece con nomi ebraici separati dagli altri passeggeri. Il sommozzatore della marina militare statunitense Robert Stethem venne ucciso, e il suo corpo gettato sulla pista. Una dozzina di passeggeri vennero tenuti in ostaggio per le successive due settimane fino a quando vennero accolte le richieste dei loro aguzzini.

## Il dirottamento

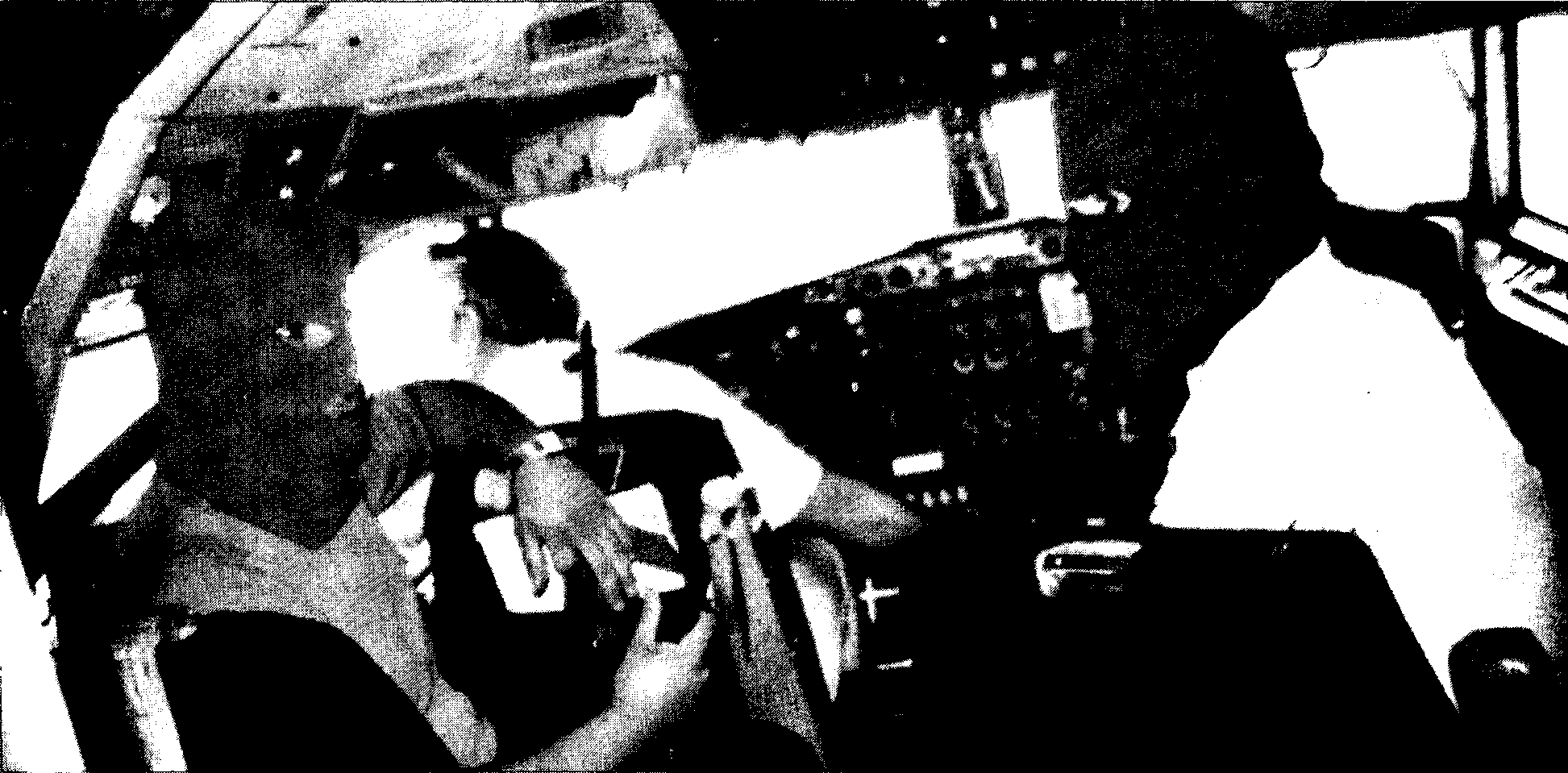
I dirottatori e il pilota nella cabina

Il volo 847, gestito con un vettore Boeing 727-200 dalla compagnia aerea Trans World Airlines, registrazione N64339, partì dal Cairo la mattina del 14 giugno. Dopo la tranquilla tratta Cairo-Atene, si imbarcò un nuovo equipaggio, formato dal capitano John Testrake, il primo ufficiale Phil Maresca, il tecnico di volo Christian Zimmermann, l'assistente capo cabina Uli Derickson, gli assistenti di volo Judy Cox, Hazel Hesp, Elizabeth Howes e Helen Sheahan.
Poco dopo il decollo da Atene delle 10:10 in direzione Roma i terroristi entrarono in azione ed il comando del volo venne preso da due libanesi di lingua araba con una pistola e due granate. Uno dei dirottatori venne poi identificato come Mohammed Ali Hamadi, successivamente catturato e condannato all'ergastolo in Germania. Hamadi dichiarò di appartenere al "Gruppo suicida Al Hussein-squadre Abu Araba" e presunto membro di Hezbollah.

### Direzione Beirut ed Algeri
Il volo venne dirottato, nello spazio aereo greco, dalla sua destinazione originale di Roma al Medio Oriente e, dopo diverse ore, compì la prima fermata all'aeroporto internazionale di Beirut, in Libano. Inizialmente la torre di controllo dell'aeroporto vietò l'atterraggio al volo, ma dopo pressioni da parte del capitano Testrake, acconsentì all'atterraggio. Le parole del capitano furono:
"[Il dirottatore] ha tolto la sicura alla granata ed è pronto a far esplodere l'aereo se costretto. Noi dobbiamo, ripeto, dobbiamo atterrare a Beirut. Dobbiamo atterrare a Beirut. Nessuna alternativa."
Qui 19 passeggeri vennero rilasciati in cambio di carburante.
Quel pomeriggio, l'aereo ripartì e, attraversando il Mediterraneo, atterrò ad Algeri, Algeria, dove, dopo una sosta di circa 5 ore, vennero rilasciati 20 passeggeri.

### Ritorno a Beirut

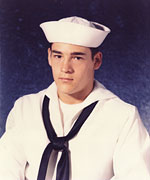
Robert Stethem

Quella notte l'aereo ripartì per Beirut. In quei tempi il Libano era nel bel mezzo di una guerra civile, e la capitale era divisa in settori controllati da diversi gruppi armati. L'aeroporto internazionale di Beirut era in un quartiere sciita della capitale, non possedeva un perimetro di sicurezza e di conseguenza si poteva accedere alla pista senza impedimenti.
.
I dirottatori picchiavano sistematicamente tutti i passeggeri militari, ma durante questa fermata presero il sommozzatore della marina militare statunitense Robert Stethem, lo colpirono, gli spararono sulla tempia destra e lo gettarono dall'aereo sulla pista per poi sparargli nuovamente, richiedendo, ed ottenendo così, nuovo carburante. Sette passeggeri americani, sospettati di avere cognomi ebraici, vennero portati fuori dall'aereo e tenuti in ostaggio in una prigione sciita a Beirut.

### Di nuovo Algeri e poi Beirut
Quasi una dozzina di uomini ben armati si aggregarono ai dirottatori prima che il volo riprendesse la direzione di Algeri il giorno successivo, sabato 15 giugno. In Algeria vennero rilasciati altri 65 passeggeri e tutte le 5 assistenti di volo donne.
I dirottatori decisero quindi di ritornare per una terza volta a Beirut il pomeriggio di domenica 16 giugno, per rimanere lì senza apparenti motivi.
Le richieste iniziali dei dirottatori erano:
- il rilascio dei "17 del Kuwait", coinvolti nell'attentato all'ambasciata americana in Kuwait del 1983[7]
- il rilascio di tutti e 766 sciiti libanesi tenuti nella prigione israeliana di Atlit e il ritiro immediato delle forze isreaeliane dai territori meridionali del Libano[8]
- condanna internazionale di Israele e degli Stati Uniti[9]

Il governo greco rilasciò il complice del dirottamento Ali Atwa, in questo modo i dirottatori rilasciarono gli 8 cittadini greci, incluso il cantante pop Demis Roussos.
Al lunedì mattina, 17 giugno, i 40 passeggeri rimasti vennero presi e tenuti ostaggio a Beirut dagli Hezbollah. Nabih Berri era il capo della milizia Amal e il ministro di Giustizia nel diviso governo libanese. Uno degli ostaggi venne rilasciato a seguito di problemi cardiaci. Gli altri 39 rimasero prigionieri fino al 30 giugno quando, insieme ai piloti del volo dirottato, vennero spostati, grazie all'intervento del presidente degli Stati Uniti Ronald Reagan e degli ufficiali libanesi, in una scuola e fatti incontrare con dei giornalisti internazionali, portati in Siria e trasportati in aereo all'Aeroporto Rhein-Main, in Germania, dove c'era ad accoglierli il vice Presidente americano George H. W. Bush.
Nelle settimane successive, Israele ha rilasciato oltre 700 prigionieri sciiti, ma rinnegando sempre un qualche collegamento fra il rilascio e il dirottamento.

## Presunti responsabili
L'esperto di Hezbollah Magnus Ranstorp, dell'Università di St. Andrews, attribuisce la responsabilità dell'operazione ai membri di Hezbollah Hassan Izz-al-Din, in seguito coinvolto al dirottamento aereo del volo 422 della Kuwait Airways nel 1988, e Mohammed Ali Hammadi, fratello di uno dei capi degli Hezbollah SSA (Special Security Apparatus).
Mohammed Ali Hammadi venne arrestato nel 1987 a Francoforte, Germania (allora Germania Ovest), mentre cercava di contrabbandare liquido esplosivo. Oltre al tentativo di importare illegalmente dell'esplosivo nella Germania Ovest, venne condannato con l'ergastolo per l’assassinio di Stethem del 1985. Ad ogni modo è stato rilasciato nel dicembre del 2005, ritornando in Libano. 
Ci sono state speculazioni sul fatto che la sua liberazione sia stata concessa come parte di uno scambio di prigionieri segreti, in cambio della liberazione di Susanne Osthoff. Presa in ostaggio in Iraq un mese prima, Osthoff è stata rilasciata la settimana della liberazione di Hammadi. Il 14 febbraio 2006 gli Stati Uniti hanno formalmente chiesto al governo libanese di estradare Mohammed Ali Hammadi per l'omicidio di Stethem. Il 24 febbraio 2006 è stato inserito anche nella lista dei terroristi più ricercati dell'FBI, sotto il nome di Mohammed Ali "Hamadei".
Tra le smentite di numerosi attacchi attribuiti al gruppo, Hezbollah ha sempre negato ogni coinvolgimento nel dirottamento del volo 847 della TWA.
Nel settembre 2019, il presunto responsabile del dirottamento viene arrestato a Mikonos, in Grecia. Nonostante le forze armate non abbiano mai rivelato la sua identità, fonti di stampa assicurano si tratti di Mohammad Ali Hammadi.

## Filmografia
Sono stati dedicati alla vicenda due film:
- Delta Force film del 1986 diretto da Menahem Golan, con Chuck Norris e Lee Marvin
- The Taking of Flight 847: The Uli Derickson Story, film del 1988 incentrato sulla figura dell'assistente capo cabina Uli Derickson